# Liviu Beris
Liviu Beris (n. 29 noiembrie 1927, Herța, România – d. 21 ianuarie 2022, București, România) a fost un supraviețuitor al Holocaustului, genetician și președinte al Asociației Evreilor Români Victime ale Holocaustului (AERVH). Este cunoscut pentru eforturile sale de a păstra memoria Holocaustului și pentru contribuțiile sale în domeniul geneticii.

## Biografie
Născut în târgul Herța, județul Dorohoi, Liviu Beris provenea dintr-o familie evreiască. În 1941, la vârsta de 13 ani, a fost deportat împreună cu familia sa în Transnistria de regimului Antonescu. A supraviețuit condițiilor inumane din lagărele de acolo, experiență care i-a marcat viața.
După război, s-a întors în România, unde și-a continuat studiile și a devenit un genetician recunoscut. A fost activ în comunitatea științifică și a participat la numeroase proiecte de cercetare. A fost șeful laboratorului de genetică și ameliorare a porcului de la Periș, care a rezultat în omologarea rasei "porcul de Periș".

### Activism și mărturii
Liviu Beris a fost dedicat educării publicului cu privire la atrocitățile Holocaustului și a militat pentru combaterea antisemitismului. A oferit numeroase interviuri și a participat la dezbateri publice, împărtășindu-și experiențele din timpul deportării.
Liviu Beris a decedat la 21 ianuarie 2022, la vârsta de 93 de ani, în București.

### Cărți
- Genetica și ameliorarea suinelor, Liviu Beris, Maria Stoicia, Editura Ceres, 1983
- Holocaust sub guvernul Antonescu : întrebări și răspunsuri, Liviu Beris, Editura Hasefer, 2014[13]

## Medalii si onoruri
- 2007 - Ordinul național „Steaua României” în grad de cavaler - acordat de președintele Traian Băsescu[14]